# Helikopterbotsing bij Villa Castelli
Op 9 maart 2015 stortten vlak bij het dorp Villa Castelli in het noorden van Argentinië twee helikopters neer nadat zij in de lucht met elkaar in botsing waren gekomen. Aan boord van de twee helikopters waren, naast de twee piloten, vijf crewleden en drie deelnemers van het Franse televisieprogramma Dropped. Geen van de passagiers overleefde de crash.

## Ongeluk
De twee helikopters kwamen vlak na het opstijgen op 9 maart 2015 rond 17:00 uur in de lucht met elkaar in botsing. De botsing en de crash die daarop volgde zijn op beeld vastgelegd. De helikopters waren van het type Eurocopter Écureuil, geproduceerd door Airbus. Een van de helikopters kwam in 2010 in handen van de provincie La Rioja en was volgens de autoriteiten recentelijk nog geïnspecteerd. Het andere toestel was in 2013 in Frankrijk gekocht en had minder dan 500 vlieguren gemaakt.

## Inzittenden
Naast de twee piloten, die beiden de Argentijnse nationaliteit hadden, zaten aan boord vijf crewleden en drie deelnemers van het survivalprogramma Dropped van de Franse televisiezender TF1. Onder hen waren topsporters Camille Muffat, Alexis Vastine en Florence Arthaud. Het programma draait erom dat deelnemers geblinddoekt met een helikopter in de wildernis worden gedropt waarna ze zelf hun weg naar de bewoonde wereld moeten terugvinden. Het is een bewerking van een Zweeds format.
Muffat was 25 jaar en won als zwemster bij de Olympische Spelen in Londen in 2012 meerdere medailles, waaronder één gouden op het onderdeel 400 meter vrije slag. Vastine was 28 jaar en won als bokser in 2008 een bronzen medaille op de Olympische Spelen in Beijing. Arthaud, 57 jaar oud, was een zeilster die regelmatig meedeed aan trans-Atlantische zeilwedstrijden.

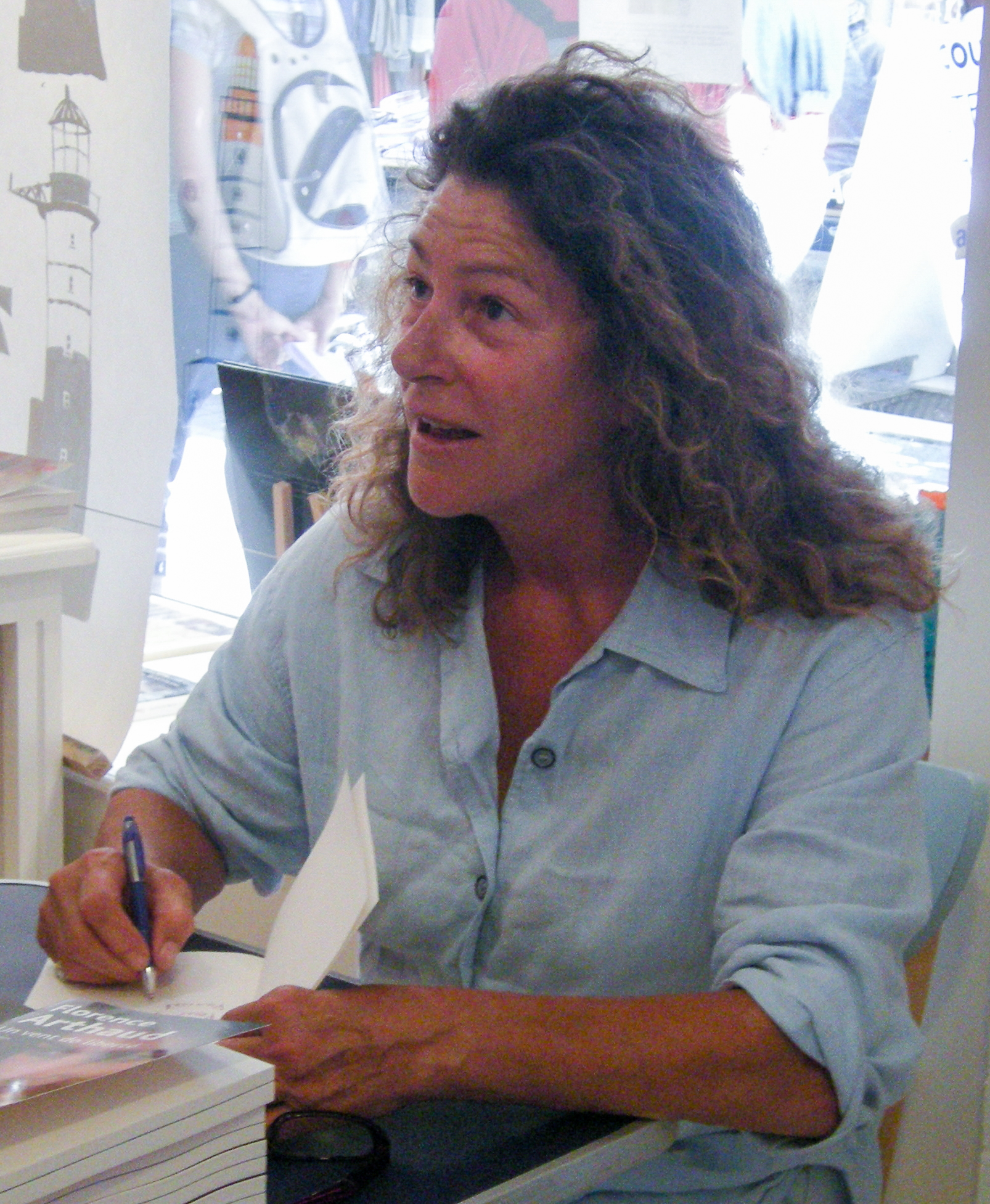
Florence Arthaud
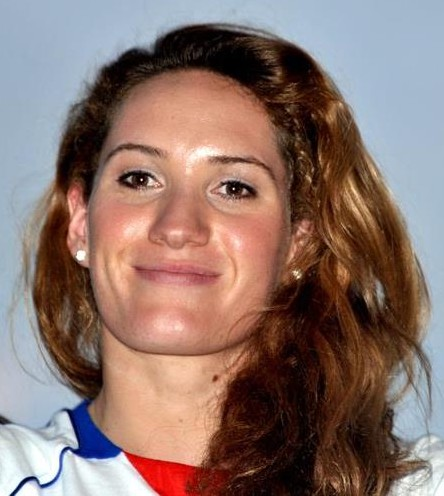
Camille Muffat
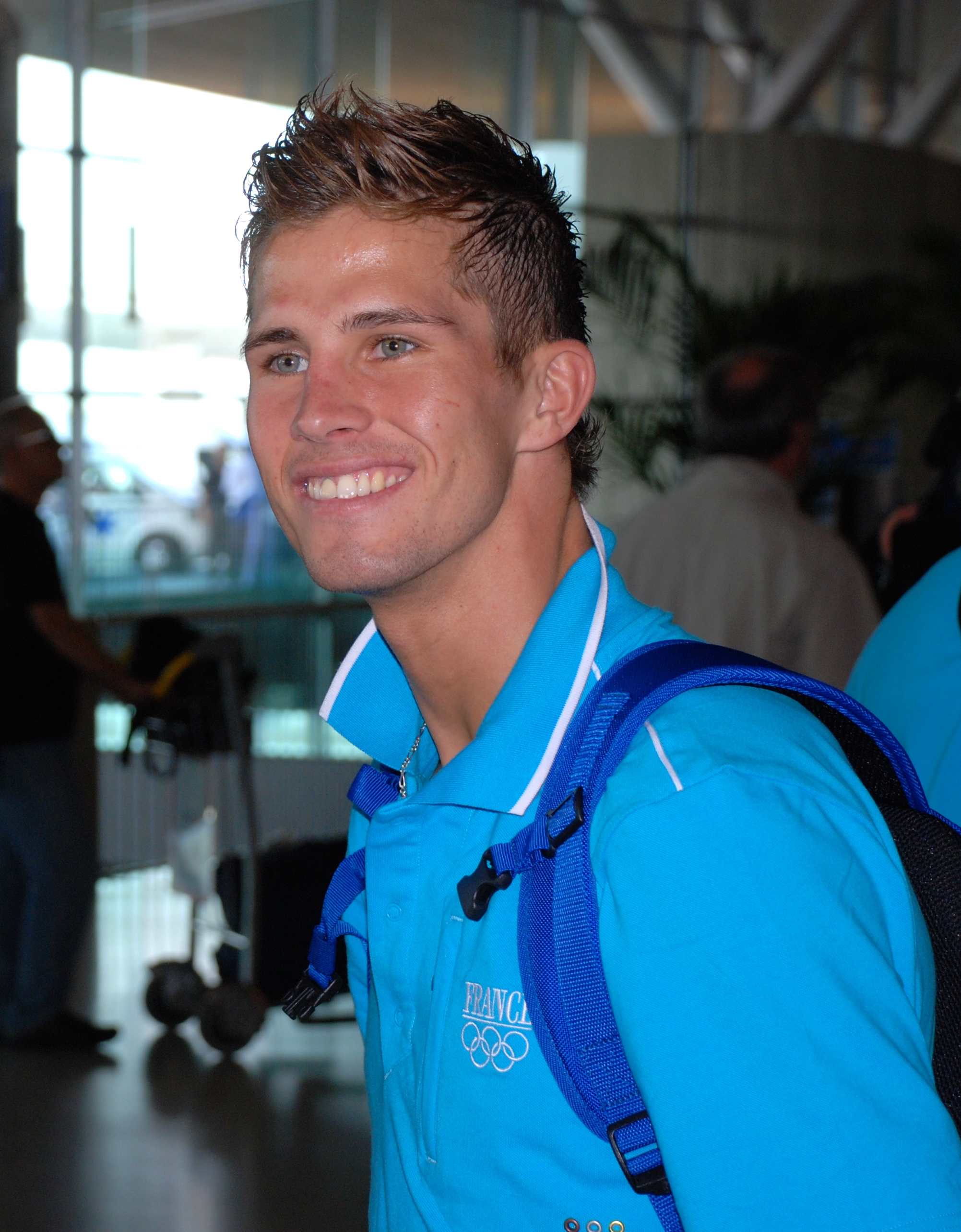
Alexis Vastine

Een van de piloten was de 50-jarige Juan Carlos Castillo, een voormalig piloot van de Argentijnse luchtmacht. Castillo vloog vaak voor televisiecrews. Castillo werkte onder meer voor de lokale autoriteiten. Bij elkaar had Castillo 26.000 vlieguren gemaakt. De andere piloot was de 57-jarige César Roberto Abate, opgeleid door de Colegio Militar de la Nación, de nationale militaire school van Argentinië. Hij was een gepensioneerde militair (kapitein).
TransAsia Airways-vlucht 235 (4 februari) · Delta Air Lines-vlucht 1086 (5 maart) · Helikopterbotsing bij Villa Castelli (9 maart) · Germanwings-vlucht 9525 (24 maart) · Air Canada-vlucht 624 (29 maart) · Asiana Airlines-vlucht 162 (14 april) · Turkish Airlines-vlucht 1878 (25 april) · Vliegtuigcrash in Sevilla (9 mei) · Kogalymavia-vlucht 9268 (31 oktober)